# Elsa Baquerizo
Elsa María Baquerizo McMillan (nascuda el 25 de juny de 1987 a Nova York, Estats Units) és una jugadora de volei platja d'Espanya.
Elsa forma parella amb Liliana Fernández i va ser, juntament amb Liliana, la primera jugadora espanyola d'aquest esport a classificar-se per a uns jocs olímpics: els Jocs Olímpics de Londres 2012. La parella espanyola va arribar a vuitens de final en els Jocs de Londres però no van poder superar les italianes Greta Cicolari i Marta Menegatti. En els Jocs de Rio 2016 tampoc van aconseguir passar la ronda de vuitens de final, sent derrotades en un partit molt disputat per les russes Ekaterina Birlova i Evgenia Ukolova.
| Any  | Posat | Competició                       |
| ---- | ----- | -------------------------------- |
| 2009 | 1ª    | Campionat d'Espanya              |
| 2010 | 1ª    | Campionat d'Espanya              |
| 2010 | 9ª    | Campionat d'Europa               |
| 2011 | 1ª    | Campionat d'Espanya              |
| 2012 | 1ª    | Campionat d'Espanya              |
| 2012 | 3ª    | Campionat d'Europa               |
| 2012 | 9ª    | Jocs de Londres                  |
| 2012 | 2ª    | Open World Tour Aland            |
| 2013 | 2ª    | Campionat d'Europa               |
| 2013 | 2ª    | Open World Tour Fuzhou           |
| 2013 | 3ª    | World Tour Gran eslam, Moscou    |
| 2013 | 1ª    | Campionat d'Espanya              |
| 2014 | 1ª    | Campionat d'Espanya              |
| 2014 | 2ª    | World Tour Gran eslam, Stavanger |
| 2016 | 9ª    | Jocs de Rio                      |

## Biografia
Elsa Baquerizo va néixer a Nova York, Estats Units, el 25 de juny de 1987. De mare americana i pare espanyol, va créixer i es va educar a Majadahonda. Als 19 anys es va mudar a Tenerife per entrenar en volei platja.
El primer any va estar canviant de parella amb molta freqüència: Miriam, Alejandra o Lili.
Lili i Elsa van començar la seva carrera en el voley platja en el 2006 en el "CETD de Voley Platja d'Arona", on es concentraven les joves promeses d'aquest esport fins als 22 anys. Però en el 2009 van començar aquesta aventura soles, al costat del seu entrenador i amb el suport de Sponsors que van confiar en la seva evolució.
L'any decisiu va ser el 2007. Lili i Elsa van jugar juntes un Campionat del Món Sub-21. Van aconseguir ficar-se en semifinals, encara que no van aconseguir medalla alguna. Però aquí va ser on van fer constar que era una parella que podia donar molt a la llarga en l'escena internacional.
Des del 2008, Lili i Elsa entrenen juntes diàriament per seguir millorant i evolucionant. L'any 2009 va ser el seu debut en el circuit mundial, anomenat World Tour. Van començar l'any en el lloc 190 i van acabar en el rànquing 33 del Món.
L'any 2010 van arribar al lloc 20 del Rànquing Mundial, superant totes les prèvies del circuit a excepció d'una. En l'últim torneig de la temporada, tant en el 2010 com en el 2011, van obtenir un 5è lloc a Phuket, Tailàndia. A més de l'il·lusionant títol de Campiones d'Espanya per segon any consecutiu.
Ja en el 2011, van acabar la temporada 11 del Rànquing de World Tour i 10 del Rànquing Olímpic. Novament van ser campiones d'Espanya. I per primera vegada es van ficar en unes semifinals de World Tour a Quebec, Canadà.
El 2012 es van pujar per primera vegada al pòdium continental, quedant terceres en la Final del Campionat d'Europa disputat a l'Haia (Holanda). Aquest mateix any van aconseguir la classificació definitiva pels Jocs Olímpics de Londres 2012 i van obtenir un magnífic 9è lloc en el seu debut olímpic. Era la primera vegada que un equip femení de Voley Platja aconseguia una classificació per uns Jocs Olímpics. Ambdues estaven emocionades i com en un núvol– La Vila Olímpica, l'Estadi on es va fer la Inauguració dels JJOO o l'Estadi de voley platja en l'Horse Guards Parade, va ser tota una experiència per a elles.
L'any 2013 van aconseguir quatre medalles a nivell internacional, una de les quals va ser el Subcampionat d'Europa en Klagenfurt, Àustria. També van aconseguir la medalla de Plata en l'Open de World Tour de Fuzhou, Xina; Bronze en l'Europeu d'Antalya, Turquia; i Bronze en el Gran eslam de Moscou, Rússia.
Any rere any –2009, 2010, 2011–, es va anar veient la seva millora, tant en joc com en resultats. I definitivament en 2012, amb el bronze en la Final de Campionat d'Europa, van aconseguir assegurar-se la plaça olímpica pels JJOO de Londres, aconseguint alguna cosa impensable dins del Volei Platja Femení Nacional.